# Painted from Memory
Painted from Memory è un album nato dalla collaborazione fra Elvis Costello e Burt Bacharach. È stato pubblicato il 29 settembre 1998 per la Mercury Records, una divisione della Universal Music Group.

## Descrizione
La collaborazione cominciò con "God Give Me Strength", scritta per il film del 1996 Grace of My Heart, diretto da Allison Anders e con Illeana Douglas. Apparentemente soddisfatto dal risultato, il duo espanse il progetto a questo album, per Costello il primo dopo 2 anni, per Bacharach il primo dopo 21. Testi e musiche sono co-accreditati a Bacharach e a Costello.
Un album gemello venne realizzato dal chitarrista jazz Bill Frisell, pubblicato nel 1999 dalla Decca Records, un'altra divisione della Universal, intitolato The Sweetest Punch. Quest'album contiene gli stessi brani di Painted from Memory riarrangiati in chiave jazz da Frisell e dal suo gruppo. Ospita la voce di Costello in due canzoni; anche la cantante jazz Cassandra Wilson canta in due brani, uno dei quali è un duetto.
Costello è stato per lungo tempo fan di Bacharach, ed ha registrato varie canzoni del compositore statunitense, a partire da "I Just Don't Know What to Do with Myself" , inclusa nella compilation della Stiff Records del 1978 intitolata Live Stiffs. Costello eseguirà anche I'll Never Fall in Love Again per la colonna sonora del film Austin Powers - La spia che ci provava.
La canzone "I Still Have That Other Girl" contenuta nell'album  vinse un Grammy Award nel 1998, come Best Pop Collaboration with Vocals.

## Tracce
Tutte le canzoni sono di Elvis Costello e Burt Bacharach.
1. "In the Darkest Place" – 4:19
2. "Toledo" – 4:35
3. "I Still Have That Other Girl" – 2:46
4. "This House Is Empty Now" – 5:10
5. "Tears at the Birthday Party" – 4:38
6. "Such Unlikely Lovers" – 3:24
7. "My Thief" – 4:20
8. "The Long Division" – 4:15
9. "Painted from Memory" – 4:12
10. "The Sweetest Punch" – 4:09
11. "What's Her Name Today?" – 4:08
12. "God Give Me Strength" – 6:11
Disco bonus in edizione limitata (1999)
1. "This House Is Empty Now" (live a Late Night with Conan O'Brien, 27 novembre 1998)
2. "I Still Have That Other Girl" (live alla Shibuya Hall, Tokyo, 10 febbraio 1999)
3. "In the Darkest Place" (live a the Athenaeum, Melbourne, 16 febbraio 1999)
4. "Painted from Memory" (live a the Athenaeum, Melbourne, February 16, 1999)
5. "What's Her Name Today?" (live alla Shibuya Hall, Tokyo, February 10, 1999)

## Concerti
Dopo la pubblicazione dell'album, Costello e Bacharach suonarono insieme dal vivo le canzoni dell'album solo per un numero limitato di eventi. Uno di questi è un episodio della seconda stagione del programma della televisione pubblica americana Sessions at West 54th, Raccolta poi in VHS. Sempre in questo periodo, tuttavia, Costello cominciò a suonare diversamente dal vivo, accompagnato solo dal fedele tastierista Steve Nieve al pianoforte. Nel 1999, Costello partì per il "Lonely World Tour", suonato in questo stile, bilanciato fra la sua voce e il pianismo di Nieve; le canzoni di Painted from Memory divennero parte integrante della scaletta del tour.
Le canzoni di questo album rimangono sia nei concerti di Bacharach che in quelli di Costello. una versione di "God Give Me Strength" conclude l'album dal vivo di Costello del 2004 My Flame Burns Blue, mentre alcuni degli attuali concerti di Bacharach con il cantante John Pagano contengono sempre "God Give Me Strength".